# 8 km (obwód twerski)
8 km (ros. 8 км) – przystanek kolejowy w miejscowości Mieszki, w rejonie nielidowskim, w obwodzie twerskim, w Rosji. Położony jest na linii Ziemcy - Żarkowskij.